# Luftens Herskerinde
Luftens Herskerinde (Originaltitel: La fanciulla dell'aria) er en italiensk film fra 1923, instrueret af Alfred Lind. Emilie Sannom spillede hovedrollen.